# Hypernova
Hypernova je teoreticky předpokládaný typ supernovy vznikající kolapsem na konci životního cyklu výjimečně velké hvězdy. V hypernově se jádro hvězdy hroutí přímo do černé díry a z pólů její rotace vytrysknou dva extrémně energetické proudy plazmatu dosahující takřka rychlosti světla. Tyto výtrysky emitují intenzivní gama záření a spekuluje se o tom, že právě ony způsobují gama záblesky. Nová data z pozorování gama záblesků v posledních letech významně přispěla k pochopení těchto událostí.
Energie uvolněná gama záblesky při výbuchu relativně blízké hypernovy by mohla být schopna vyhladit život na Zemi.
Vědci z NASA a z Kansaské univerzity v roce 2005 publikovali studii, podle které masové vymírání na Zemi na konci ordoviku před 450 milióny lety mohl vyvolat gama záblesk.
Proud paprsků gama vydávaný hypernovou, i kdyby zasáhl Zemi na pouhých deset sekund, může zničit polovinu ochranné ozónové vrstvy v atmosféře.
Po poškození ozónové vrstvy je ultrafialové záření ze Slunce schopno vyhubit většinu života na pevnině a blízko hladiny oceánů i jezer a přerušit potravní řetězec.
Protože hvězdy dostatečně velké na to, aby se mohly přímo zhroutit do černé díry, jsou velmi vzácné, hypernovy by měly být také vzácné. Odhaduje se, že v naší Galaxii k výbuchu hypernovy dochází každých 200 miliónů let. Podle současných teorií a simulací vznikají hypernovy z masívních hvězd přinejmenším 40× těžších než Slunce. Kandidát na hypernovu, Eta Carinae, která by mohla vzplanout v průběhu příštího miliónu let, je v dostatečné vzdálenosti asi 7500 světelných let.